# Pietro Marchesani
Pietro Marchesani (ur. 8 lutego 1942 w Weronie, zm. 29 listopada 2011 w Genui) – włoski polonista, tłumacz poezji, prozy i dramaturgii polskiej na język włoski, doctor honoris causa UJ (w 2000). Od 1992 kierownik Katedry Języka i Literatury Polskiej na Uniwersytecie Genueńskim.

## Życiorys
Ukończył studia na Katolickim Uniwersytecie Najświętszego Serca w Mediolanie. W latach 1968–1971 pracował na Uniwersytecie Jagiellońskim, później zaś powrócił do Mediolanu (1973–1979). Od 1972 pracował na uniwersytecie w Genui, a od 1978 w Rzymie.
W polskich i włoskich pismach związanych z literaturą ukazało się wiele jego artykułów, recenzji. Pisał m.in. dla „Aevum”, „Alfabeta”, „Tuttolibri”, „Vita e pensiero”, „Sabato”.
W 1979 został nagrodzony odznaką honorową „Zasłużony dla Kultury Polskiej”. Otrzymał w 1984 nagrodę literacką ZAiKS-u dla tłumaczy oraz nagrodę PEN Clubu za rok 2001. W 2009 został odznaczony Srebrnym Medalem „Zasłużony Kulturze Gloria Artis”, przyznanym przez Ministra Kultury i Dziedzictwa Narodowego RP. Był laureatem dyplomu Ministra Spraw Zagranicznych.

## Publikacje
- 1974 – Momenti e aspetti della fortuna di Stanisław Ignacy Witkiewicz
- 1977 – La Polonia tra Cinquecento e Seicento nei diari di viaggio di Giovanni Paolo Mucante e Giacomo Fantuzzi
- 1979 – Gabriele D'Annunzio sulle scene del Teatr Miejski di Cracovia, 1901–1905
- 1979 – D'Annunzio nelle culture dei paesi slavi
- 1980 – Polski przekład Historiae de duobus amantibus Eneasza Sylwiusza Piccolominiego a pojęcie miłości w Polsce doby renesansu